# Jefferson (Louisiane)
Pour les articles homonymes, voir Jefferson.
Jefferson est une census-designated place de la paroisse de Jefferson, en Louisiane, aux États-Unis,. Elle est située sur la rive est du Mississippi, au sud de La Nouvelle-Orléans.

## Source de la traduction
- (en) Cet article est partiellement ou en totalité issu de l’article de Wikipédia en anglais intitulé « Jefferson, Louisiana » (voir la liste des auteurs).